# Ils ne passeront pas
Cet article concerne le film. Pour le slogan espagnol, voir No pasarán.
Pour plus de détails, voir Fiche technique et Distribution.
Ils ne passeront pas (russe : Они не пройдут ; allemand : Sie kommen nicht wieder) est un drame de guerre est-germano-soviétique réalisé par Siegfried Kühn et sorti en 1965.
Le film est inspiré par le récit autobiographique d'Alexandre Rekemtchouk (ru), Camarade Hans (Товарищ Ганс), qui raconte l'histoire d'un garçon de Kharkov et de son beau-père, Hans Johannovich Niederle, un communiste autrichien qui a émigré en URSS et s'est ensuite engagé dans la guerre d'Espagne dans le camp antifasciste. Le titre du film fait référence au slogan « No pasarán ».

## Synopsis
1934. Après avoir réprimé le soulèvement des ouvriers du Republikanischer Schutzbund, l'ingénieur Hans Muller, un antifasciste, quitte l'Autriche et émigre en Union soviétique. Il y trouve une seconde patrie et l'amour de sa vie, Galina. Sa relation avec Galina n'est pourtant pas facile, et son fils Sanka est bouleversé par l'arrivée d'un étranger dans la maison. Heureusement, Hans gagne la confiance du garçon. Lorsque la guerre éclate en Espagne, Hans part se battre dans les rangs du camp républicain.

## Fiche technique
- Titre français : Ils ne passeront pas[1]
- Titre original russe : Они не пройдут, Oni ne proïdout[2],[3]
- Titre allemand : Sie kommen nicht wieder[4]
- Réalisateur : Siegfried Kühn
- Scénario : Alexandre Rekemtchouk (ru)
- Photographie : Vladimir Minaïev
- Musique : Mieczysław Weinberg
- Société de production : Mosfilm, Deutsche Film AG
- Pays de production :  Union soviétique -  Allemagne de l'Est
- Langues de tournage : russe, allemand
- Format : Noir et blanc
- Genre : Drame de guerre
- Durée : 83 minutes
- Date de sortie :	
  - Union soviétique : 7 novembre 1965

## Distribution
- Sergueï Stoliarov : Alekseï Iakimov
- Inna Makarova : Sofia Iakimova
- Ievgueni Guerassimov (ru) : Sanka Rymarev jeune
- Iourguen Frorip : Gans Miouller
- Lidia Chpara : Galina Rymareva
- Vitia Glazkov : Sanka Rymarev âgé
- Lida Volkova : Tania Iakimova jeune
- Èlla Romanova : Tania Iakimova âgée